# Funzione implicita
In matematica, una funzione implicita è una funzione definita attraverso un'equazione implicita, ovvero da una relazione della forma {\displaystyle R(x_{1},\dots ,x_{n})=0}, dove {\displaystyle R} è una funzione di diverse variabili (spesso si tratta di un polinomio). Ad esempio, l'equazione implicita della circonferenza unitaria è {\displaystyle x^{2}+y^{2}-1=0}.
Le funzioni implicite associano una variabile dell'equazione alle altre variabili, e in questo modo l'equazione definisce "implicitamente" la funzione implicita. Per esempio la funzione implicita per la circonferenza unitaria è caratterizzata con:
{\displaystyle x^{2}+[f(x)]^{2}-1=0}
che definisce {\displaystyle f} come una funzione di {\displaystyle x} se e solo se {\displaystyle -1\leq x\leq 1} e si considerano soltanto valori della funzione positivi (o soltanto negativi). Un altro classico esempio di funzione implicita è la funzione inversa, data dall'equazione {\displaystyle R(x,y)=x-f(y)=0}, che ha per soluzione:
{\displaystyle y=f^{-1}(x)}
Il teorema delle funzioni implicite fornisce le condizioni per cui un'equazione definisce una funzione implicita.

## Esempi
Prendiamo come altro esempio la sfera definita in {\displaystyle R^{3}}. La sua equazione in forma parametrica sarà:
{\displaystyle {\begin{cases}x=R\;sin\phi \;cos\theta \\y=R\;sin\phi \;sin\theta \\z=R\;cos\phi \end{cases}}}
Possiamo notare che la parametrizzazione, pur essendo di una sfera nello spazio di 3 variabili, sia dipendente soltanto da 2 parametri ({\displaystyle \theta } e {\displaystyle \phi }).
Analogamente, la sua forma implicita sarà definita dalla seguente equazione:
{\displaystyle x^{2}+y^{2}+z^{2}-R^{2}=0}
quindi, tramite un'equazione in 3 variabili.